# Stawropolska Suworowska Szkoła Wojskowa
Stawropolska Suworowska Szkoła Wojskowa (ros. Ставропольское суворовское военное училище (СпСВУ) – radziecka specjalistyczna szkoła dla młodzieży w wieku szkolnym, odpowiednik liceum wojskowego, istniejąca w Stawropolu od 1943 do 1962.
Radzieckie specjalistyczne szkoły wojskowe dla chłopców zostały utworzone po napaści Niemiec na ZSRR, zgodnie z postanowieniem Rady Komisarzy Ludowych ZSRR z 21 sierpnia 1943 „w sprawie pilnych działań w celu przywrócenia gospodarki na terenach wyzwolonych spod okupacji niemieckiej”. Oprócz innych form pomocy dla sierot wojennych (sierocińce) była również część dotycząca utworzenia skoszarowanych szkół wojskowych dla dzieci i młodzieży. Wtedy właśnie szkoły średnie tego typu otrzymały swoją nazwę od rosyjskiego generała Aleksandra Suworowa.
Szkoły zapewniały wykształcenie średnie i jednocześnie przygotowały swoich uczniów do wstąpienia do wyższych wojskowych szkół dowódczych wojsk lądowych.
Absolwenci SWU nazywają siebie suworowcami